# Andok
Az Andok a Föld leghosszabb hegysége Dél-Amerika nyugati partja mentén. Hossza 7000 km, szélessége nagyjából 200–300 km, néhány helyen (a 18° és a 20° szélességek között) meghaladja az 500 km-t (Bolíviában 640 km), átlagos magassága 4000 m. A központi vonulatok oldalairól kisebb hegységek válnak le. Hét országban terül el: Argentína, Bolívia, Chile, Kolumbia, Ecuador, Peru, Venezuela.

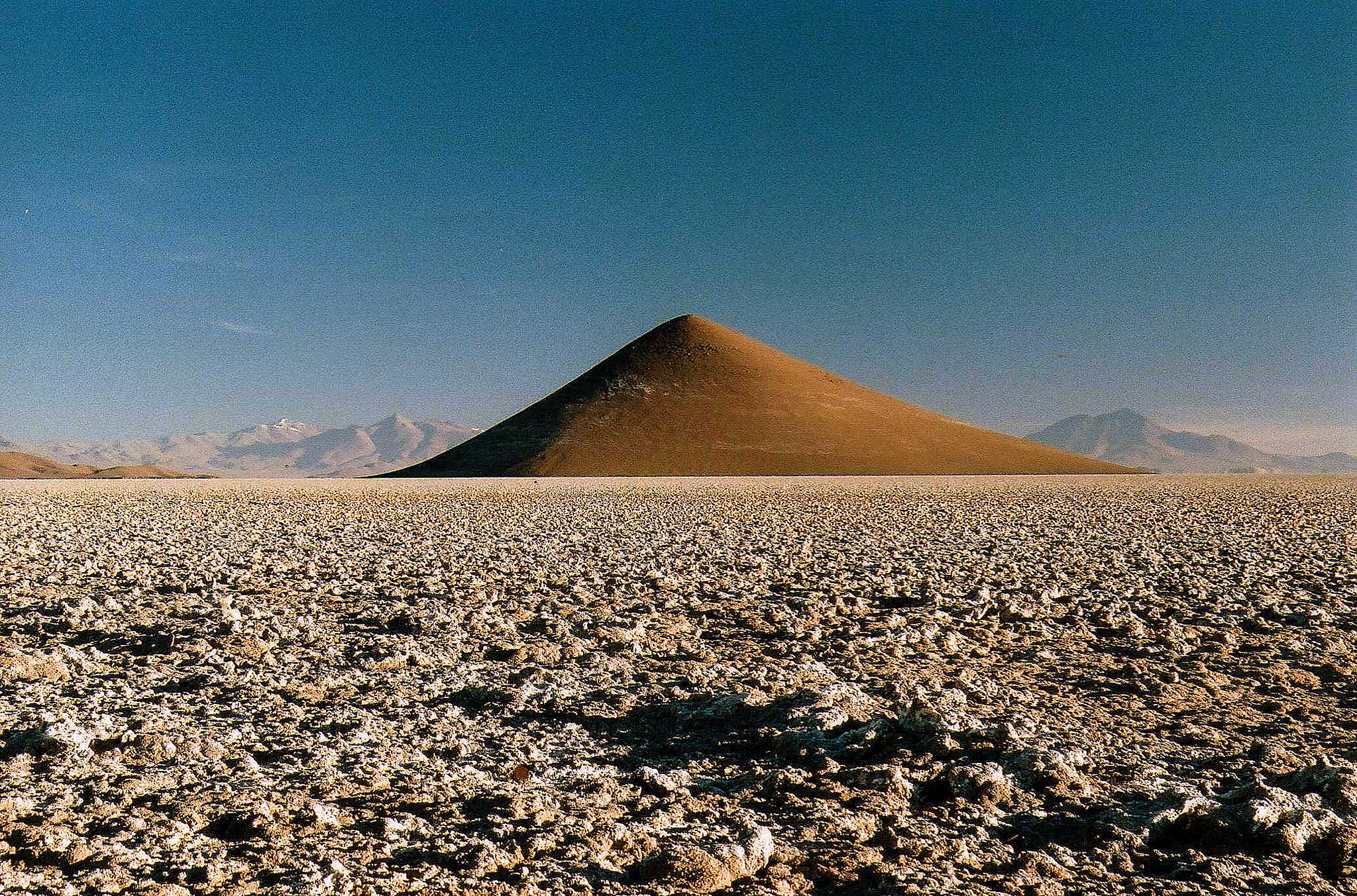
Cono de Arita, Salta (Argentína)

Az Andok a második legmagasabb hegység. Legmagasabb pontja az Aconcagua (6962 m). A Chimborazo az ecuadori Andokban a Föld középpontjától legtávolabb eső hely, az egyenlítői kidudorodás miatt. Az Andok nem olyan magas, mint a Himalája, de legalább olyan széles és majdnem kétszer olyan hosszú.

## Fizikai jellemzők

### Geológia
Az Andokat alapvetően lemeztektonikai folyamatok hozták létre, a Nazca-lemez alábukása (szubdukciója) a dél-amerikai lemez alá. A két lemez határát a Peru-Chile óceáni árok jelzi. A fiatal Nazca litoszféra ellenállása a szegélyek mentén sok földrengést okoz.
Az Andok kialakulása a jura időszakban kezdődött. A kréta időszakban kezdte elnyerni mai formáját, a keleti ősi kratonok üledékes és átalakult kőzeteinek kiemelkedésével törésével és gyűrődésével. A Nazca-lemez, illetve részben az Antarktiszi-lemez alábukása életben tartja a tektonikus erőket és folyamatos hegységképződéshez (orogenezishez) vezet, amely nagy földrengésekkel és vulkánkitörésekkel jár. Délen nagy törés választja el a Tűzföldet a kis Scotia kéreglemeztől. Az 1000 kilométeres Drake-átjáró túloldalán, a Scotia-lemeztől délre fekszenek az Antarktiszi-félsziget hegyei, amelyek az Andok láncai meghosszabbításának látszanak.
Az Andokban több aktív vulkán van. A leghíresebb a Cotopaxi, az egyik legmagasabb aktív vulkán a világon. 
Az Andok három részre oszlik: a Déli-Andok Argentínában és Chilében, a Közép-Andok Chile északi részén, Peruban és Bolíviában, valamint az Északi-Andok Ecuador északi részén, Peruban és Venezuelában. Az Északi-Andok két vonulatra oszlik: a Nyugati Kordillera és a Keleti Kordillera, amelyeket mély medencék választanak el egymástól.

### Éghajlat
Az Andok éghajlata a magassággal és tengerhez való közelséggel változik. A déli rész esős és hideg, a központi nagyon száraz, az északi esős és meleg, 18 °C átlaghőmérséklettel. Az éghajlat a magassággal hirtelen változik. A hóborította Cotopaxi hegycsúcstól néhány kilométerre már esőerdők vannak.
A hóhatár az elhelyezkedéstől függ. Ecuadorban, Venezuelában, Kolumbiában és Peruban 4500–4800 m, Dél-Peru és Észak-Chile száraz hegységeiben (a 30° déli szélesség körül) 4800–5200 m. Dél felé csökkenni kezd, az Aconcaguán (32° D) 4500 m, a 40° szélességnél 2000 m, az 50°-nál 500 m, és a Tűzföldön (55° D) már csak 300 m. Az 50° D-től kezdődően több gleccser lenyúlik a tengerszintre.

## Felfedezése
Woodbine Parish és Joseph Barclay Pentland végighaladt a bolíviai Andok nagy részén 1826 és 1827 között.

## Hegycsúcsok

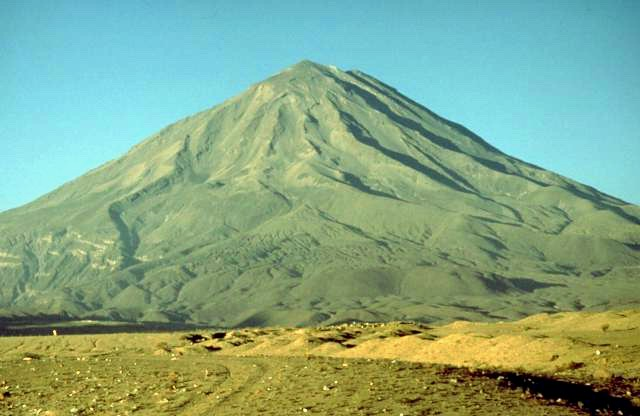
Az El Misti egy tipikus rétegvulkán az Andokban

Az Andok 10 legmagasabb hegycsúcsa:
| Magasság (m) | Név                 | Ország           |
| ------------ | ------------------- | ---------------- |
| 6962         | Aconcagua           | Argentína        |
| 6891         | Ojos del Salado     | Argentína, Chile |
| 6792         | Monte Pissis        | Argentína        |
| 6770         | Cerro Mercedario    | Argentína        |
| 6768         | Huascarán           | Peru             |
| 6759         | Cerro Bonete        | Argentína        |
| 6758         | Nevado Tres Cruces  | Argentína, Chile |
| 6739         | Llullaillaco        | Argentína, Chile |
| 6658         | Walther Penck-csúcs | Argentína        |
| 6638         | Incahuasi           | Argentína, Chile |

### Szakcikkek
- H. "Bedouin" Áron, Qoyllurrity: a hó csillaga : zarándokút az Andok csúcsai között, A Földgömb: a Magyar Földrajzi Társaság folyóirata, 2009. (11. évf.) 3. sz. 42-57. old.
- Pajtókné Tari Ilona: Salar de Uyuni : kalandozás az Andok hegyláncai között, A Földgömb: a Magyar Földrajzi Társaság folyóirata, 2006. (8. évf.) 3. sz. 18-25. old
- Mező Szilveszter: Az ismeretlen Andok - A Méridai-Kordillera ösvényein, Élet és tudomány, 2004. (59. évf.) 25. sz. 784-787. old.
- Kókai Sándor: Misztikum és valóság az Andok láncai között: Peru, Természet világa: természettudományi közlöny, 1999. (130. évf.) 2. sz. 66-68. old.
- Sáfrány József: Tengerparti sivatag: az Andok lábánál, Természetbúvár, 1997. (52. évf.) 4. sz. 28-30. old.
- Jégszigetek az Andok tavaiban, Természet világa: természettudományi közlöny, 1983. (114. évf.) 2. sz. 75-76. old.
- A déli Andok vulkánjainak idei kitörése, Természettudományi közlöny , 1932. (64. évf.) 959-960. sz. 340-343. old.